# Chiostro richiniano della Ca' Granda
Il chiostro richiniano, o anche chiostro grande o cortile d'onore della Ca' Granda, è il chiostro principale dell'ex Ospedale Maggiore di Milano, oggi sede dell'università degli studi ambrosiana.

## Storia e descrizione
Il progetto del chiostro è attribuito al Filarete, in quanto questo fu iniziato assieme al nucleo primitivo del nuovo grande ospedale cittadino nel 1457: il progetto tuttavia, per l'epoca di dimensioni faraoniche, non poté essere portato a termine. La costruzione del cortile, così come di tutto l'ospedale, non procedette quindi in maniera apprezzabile fino al 1624, quando un enorme lascito di Gian Pietro Carcano permise di riprendere i lavori: per terminare il cortile e la facciata fu chiamato Francesco Maria Richini, architetto più in vista del primo barocco milanese, che pur portando a termine il cortile lo fece in stile con la parte già esistente costruita dal Filarete, prendendosi il merito del cortile, che porta oggi il suo nome. Il cortile, di forma quadrata e di dimensioni decisamente imponenti, è impostato su un porticato ad ordini sovrapposti con colonne di ordine corinzio di granito di Baveno con base e capitelli in pietra di Viggiù a reggere arco a tutto sesto in pietra di Angera così come i medaglioni di Santi ed il fregio decorato a rilievo. Unica variante che il Richini apportò al progetto fu di chiudere parte dei portici superiori dei due lati per esigenze di spazio: gli ambienti vennero chiusi da muratura e decorati con finestre con timpani alternativamente curvilinei spezzati e triangolari.